# Justin Godart
Justin Godart, född 26 november 1871 i Lyon, död 13 december 1956 i Paris, var en fransk politiker (radikal-socialist) och författare. 
Justin Godart blev juris doktor 1901 och var professor i politisk ekonomi i Lyon, framträdde som politisk författare med radikal läggning med starkt social och filantropiskt patos. Han var bland annat ledamot av nationalförsamlingen 1906–1926 och senator 1926–1940. Godart var under första världskriget understatssekreterare för sjukvården i krigsministeriet, var juni 1924 - april 1925 arbets- och socialminister samt folkhushållningsminister juni–december 1932 under Édouard Herriot. Vid presidentvalet 1939, då Albert Lebrun omvaldes, erhöll Godart 57 röster.
Efter Frankrikes befrielse blev han borgmästare i Lyon 1944–1945.
Godart var senare huvudsakligen socialt och filantropiskt verksam inom olika franska organisationer. Han avlade 1947 ett officiellt besök i Sverige, där han framförde ett tack för den svenska hjälpverksamheten bland Frankrikes barn.